# لوك كينارد
لوك كينارد (بالإنجليزية: Luke Kennard)‏ هو شاعر بريطاني، ولد في 28 يونيو 1981 في كينغستون ‏ في المملكة المتحدة.